# CABIN1
CABIN1‏ (Calcineurin binding protein 1) هوَ بروتين يُشَفر بواسطة جين CABIN1 في الإنسان.

## الوظيفة
يلعب الكالسينورين دورًا مهمًا في مسار نقل الإشارة بوساطة مستقبلات الخلايا التائية. يرتبط البروتين المشفر بواسطة هذا الجين بشكل خاص بالشكل النشط من الكالسينورين ويمنع نقل الإشارة بوساطة الكالسينورين. يوجد البروتين المشفر في النواة ويحتوي على مجال سحاب الليوسين بالإضافة إلى العديد من أنماط PEST، وهي تسلسلات تمنح تحللًا مستهدفًا لتلك البروتينات التي تحتوي عليها. تم العثور على ما لا يقل عن أربعة نسخ متصالبة بشكل بديل لهذا الجين، لكن الطبيعة الكاملة لمعظمها لم يتم تحديدها.

## التفاعلات
لقد ثبت أن CABIN1 يتفاعل مع:
- أمفيفيسين[5]
- MEF2B[6][7]
- MEF2D[7][8]
- SIN3A[8]